# Tsvetana Bozhurina
Tsvetana Bozhurina (búlgar: Цветана Божурина) (13 de juny de 1952, Pernik) és una exjugadora de voleibol de Bulgària. El seu cognom de casada és Fillippini (Филипини). Va ser internacional amb la Selecció femenina de voleibol de Bulgària. Va competir en els Jocs Olímpics d'Estiu de 1980 a Moscou en els quals va guanyar la medalla de bronze. Va jugar els cinc partits.